# Zdzisław Żmigryder-Konopka
Zdzisław Żmigryder-Konopka (ur. 23 listopada 1897 w Warszawie, zm. 4 listopada 1939 we Lwowie) – historyk starożytności rzymskiej i greckiej, członek POW, senator V kadencji w II RP, kawaler Orderu Virtuti Militari.

## Życiorys
Ukończył gimnazjum w Warszawie. Od 1915 był członkiem Związku Młodzieży Postępowo-Niepodległościowej, następnie POW. W latach 1915–1918 walczył w Legionach. Od listopada 1918 w Wojsku Polskim, był członkiem Warszawskiej Legii Akademickiej, wziął udział w obronie Lwowa. Później jako podchorąży w szeregach 8 pułku piechoty Legionów walczył pod Rawą Ruską, gdzie został ranny. Pomimo obrażeń wyniósł z pola walki rannego dowódcę kompanii. Za swój czyn został odznaczony Orderem Virtuti Militari. 17 października 1919 roku został mianowany z dniem 1 października 1919 roku podporucznikiem piechoty.
17 lipca 1921 roku otrzymał zezwolenie Naczelnego Wodza na przybranie do nazwiska rodowego „Żmigryder” nazwiska „Konopka”, używanego w czasie pełnienia służby w POW. Kapitan rezerwy.
Po ukończeniu w 1925 studiów historycznych i filologii klasycznej na Wydziale Filozoficznym Uniwersytetu Warszawskiego poświęcił się pracy naukowej, kontynuując kształcenie w Berlinie i Rzymie (1928–1931). Był uczniem Gustawa Przychockiego. Doktorat w 1925, habilitacja w 1933 na UW. Zajmował się ewolucją ustroju rzymskiego, historią wojskowości starożytnej w powiązaniu z dziejami społecznymi. Jako docent historii starożytnej na Uniwersytecie Warszawskim uczył również łaciny i greki w Państwowym Gimnazjum im. Tadeusza Reytana w Warszawie. 
Profesor Uniwersytetu Warszawskiego, Wolnej Wszechnicy Polskiej i Uniwersytetu Jana Kazimierza we Lwowie. Członek Związku Żydów Uczestników Walk o Niepodległość Polski (ZŻUWoNP) i jego wiceprezes. W 1938 mianowany przez prezydenta Mościckiego senatorem RP. Jesienią 1939 zaczął wykładać na Uniwersytecie Lwowskim; zmarł podczas prowadzonych zajęć na atak serca.
Od 24 grudnia 1920 był mężem Leokadii z Zająców. Jego syn Jerzy (1923–1944) ps. Poręba zginął w powstaniu warszawskim.

## Wybrane prace
- Alle fonti della procedura penale romana, Firenze 1937
- Bibliografia historii starożytnej, cz.3: Za lata 1936–1937, zest. przez komitet warszawski pod red. Zdzisława Zmigrydera-Konopki, Lwów: z zasiłku Min. WRiOP 1938
- Człowiek z głową osła na bucchero w Palermo, Wrocław: Polskie Towarzystwo Archeologiczne 1948
- Dyktatura i cezaryzm, Lwów: Polskie Towarzystwo Historyczne 1935
- Le guerrier de Capestrano: une nouvelle documentation de l'impérialisme etrusque, Leopoli 1938
- Humanizm jako czynnik wychowania moralnego, Warszawa 1934
- III-ci Walny Zjazd Delegatów Związku Żydów Uczestników Walk o Niepodległość Polski w Krakowie dnia 5. XII 1937 r., referat ideowy Związku wygłoszony przez Zdzisława Zmigryder-Konopkę, 1937
- Kampański urząd t. zw. Meddices, Pragae 1931
- Studja nad dziejami ustroju rzymskiego = Sur la génèse des quelques institutions politiques romaines, Warszawa: Societas Scientiarum Varsaviensis 1932
- Studja nad historią ustroju rzymskiego, Cz. 1, Warszawa: Tow. Naukowe Warszawskie 1936
- Ustrój starożytnego Rzymu, Warszawa 1938

## Ordery i odznaczenia
- Krzyż Srebrny Orderu Virtuti Militari[5] nr 5810
- Krzyż Niepodległości (17 września 1932)[11]
- Krzyż Walecznych (dwukrotnie)[5], w tym za zasługi w okresie działalności w POW (1922)[12]
- Medal Pamiątkowy za Wojnę 1918–1921[5]
- Medal Dziesięciolecia Odzyskanej Niepodległości[5]
- Krzyż Polskiej Organizacji Wojskowej[2]